# 歴史能力検定
歴史能力検定（れきしのうりょくけんてい）は、歴史能力検定協会（日販セグモ株式会社・社会教育協会によって運営される任意団体）が実施する歴史の検定。一般に歴史検定または歴検と呼ばれる。地理能力検定と並んで社会科系検定の一つである。年1回実施（例年、公開会場は11月下旬、準会場は11月下旬の4日間から選択）。

## 沿革
- 1997年（平成9年）- 「歴史認定試験」として開始。
- 1999年（平成11年）- 現在名となる。

## 検定級
- 1級（日本史・世界史） - レベルなし（公開会場でのみ実施）
- 2級（日本史・世界史） - 高校レベル
- 3級（日本史・世界史） - 高校基礎レベル
- 準3級（日本史のみ） - 難関私立高校受験レベル
- 4級（歴史基本） - 中学校修了レベル
- 5級（歴史入門） - 小学校修了レベル

### 準3級の新設
3級は、高校で学ぶ基礎的な歴史知識を問うレベルの試験内容であるため、中学生にはかなり難易度が高くなっている。そのため、中学校教諭などから4級との間に準3級を設けて欲しいとの要望があり、歴史能力検定協会は2006年（平成18年）から、準会場に限って中学校学習内容の応用を含めたこの級を新設。2008年（平成20年）からは12月実施分に限り公開会場での受検が可能となった。

## 実施の概要
- 2012年（平成24年）までは個人・団体共に年2回（7月および12月）実施されていたが、2013年（平成25年）より個人・団体共に年1回（12月）の実施に変更となった。ただし、これはあくまでも暫定的な措置である。
- 団体受検の場合は、準会場や団体公開会場を利用する。
- 2009年（平成21年）実施分から1級および2級の受験者においては
  - 受験票に本人確認用の顔写真貼り付け
  - 身分証明書（運転免許証など）の持参・提示

が義務付けられている。これらが欠けていた場合は受験が不可能となる。

## 合格基準
- 試験は各100点満点になっている。
- 1級・2級・3級・準3級・4級・5級 - 正解率60%を目安としている。

## 合格者の特権
この検定の「日本史3級以上」と「世界史3級以上」の両方の合格者には、高等学校卒業程度認定試験（以下「高卒認定」という。）の科目「歴史」受験を免除される。これは高卒認定の前身の試験である大学入学資格検定において、2002年（平成14年）8月実施分の検定から認定されていたものをそのまま引き継いでいる。
また、「日本史1級」または「日本史2級」の合格者には、国土交通大臣が実施する全国通訳案内士試験の「日本歴史」の科目が免除される。
さらに、「日本史1級」に、合計3回以上合格した者には「歴検日本史修士」の称号が、合計5回以上合格した者には「歴検日本史博士」の称号が、更には合計10回以上合格した者には「歴検日本史大博士」の称号が協会より与えられる。これは世界史においても同様である。検定は現在年1回実施のため、修士や博士それに大博士の称号を得るためには、長年に渡り歴史を学び続ける必要がある。
尚、2019年（令和元年）の時点で
- 歴検日本史1級合格者1,553名、歴検世界史1級合格者596名
- 「歴検日本史修士」111名、「歴検世界史修士」36名
- 「歴検日本史博士」66名、「歴検世界史博士」20名
- 「歴検日本史大博士」15名、「歴検世界史大博士」6名

がそれぞれ誕生している。